# Championnat du Luxembourg féminin de football
Le championnat du Luxembourg de football féminin est une compétition de football féminin créée en 1972. Le club le plus titré est le FC Progrès Niedercorn avec 16 titres.

## La compétition
La compétition commence mi-septembre et se termine fin mai. La compétition compte 12 équipes et est organisée selon le système à 3 points. Chaque équipe joue 22 matchs. Les deux derniers (11e et 12e) descendent en Ligue 2. 
Il existe une Ligue 2 à 12 équipes, une Ligue 3 à 14 équipes.

## Palmarès
| Saison    | Champion                                                |
| --------- | ------------------------------------------------------- |
| 1972-1973 | FC Atert Bissen                                         |
| 1973-1974 | FC Atert Bissen                                         |
| 1974-1975 | FC Progrès Niedercorn                                   |
| 1975-1976 | FC Mondercange                                          |
| 1976-1977 | FC Progrès Niedercorn                                   |
| 1977-1978 | FC Progrès Niedercorn                                   |
| 1978-1979 | non organisé (seulement 3 équipes)                      |
| 1979-1980 | non organisé                                            |
| 1980-1981 | non organisé                                            |
| 1981-1982 | non organisé                                            |
| 1982-1983 | non organisé                                            |
| 1983-1984 | non organisé                                            |
| 1984-1985 | FC Progrès Niedercorn                                   |
| 1985-1986 | FC Progrès Niedercorn                                   |
| 1986-1987 | FC Progrès Niedercorn                                   |
| 1987-1988 | FC Progrès Niedercorn                                   |
| 1988-1989 | FC Progrès Niedercorn                                   |
| 1989-1990 | non organisé                                            |
| 1990-1991 | non organisé                                            |
| 1991-1992 | non organisé                                            |
| 1992-1993 | non organisé                                            |
| 1993-1994 | non organisé                                            |
| 1994-1995 | non organisé                                            |
| 1995-1996 | non organisé                                            |
| 1996-1997 | non organisé                                            |
| 1997-1998 | F91 Dudelange                                           |
| 1998-1999 | FC Progrès Niedercorn                                   |
| 1999-2000 | FC Progrès Niedercorn                                   |
| 2000-2001 | FC Progrès Niedercorn                                   |
| 2001-2002 | FC Progrès Niedercorn                                   |
| 2002-2003 | FC Progrès Niedercorn                                   |
| 2003-2004 | FC Progrès Niedercorn                                   |
| 2004-2005 | FC Progrès Niedercorn                                   |
| 2005-2006 | FC Mamer 32                                             |
| 2006-2007 | FC Mamer 32                                             |
| 2007-2008 | FC Mamer 32                                             |
| 2008-2009 | FC Mamer 32                                             |
| 2009-2010 | FC Jeunesse Junglinster                                 |
| 2010-2011 | FC Progrès Niedercorn                                   |
| 2011-2012 | FC Jeunesse Junglinster                                 |
| 2012-2013 | FC Jeunesse Junglinster                                 |
| 2013-2014 | SC Ell                                                  |
| 2014-2015 | FC Jeunesse Junglinster                                 |
| 2015-2016 | FC Jeunesse Junglinster                                 |
| 2016-2017 | SC Bettembourg                                          |
| 2017-2018 | FC Jeunesse Junglinster                                 |
| 2018-2019 | SC Bettembourg                                          |
| 2019-2020 | Titre non attribué en raison de la pandémie de Covid-19 |
| 2020-2021 | Racing FC Union Luxembourg                              |
| 2021-2022 | Racing FC Union Luxembourg                              |
| 2022-2023 | Racing FC Union Luxembourg                              |
| 2023-2024 | Racing FC Union Luxembourg                              |
| 2024-2025 | Racing FC Union Luxembourg                              |

## Bilan par clubs
| Nombre de titres | Clubs                                 |
| ---------------- | ------------------------------------- |
| 16               | FC Progrès Niedercorn                 |
| 6                | FC Jeunesse Junglinster               |
| 5                | Racing FC Union Luxembourg            |
| 4                | FC Mamer 32                           |
| 2                | SC Bettembourg, FC Atert Bissen       |
| 1                | FC Mondercange, F91 Dudelange, SC Ell |

## Équipes actuelles
Équipes en lice pour la saison 2021-2022 :
- Racing FC Union Luxembourg
- SC Bettembourg
- Jeunesse Junglinster
- FC Mamer 32
- SC Ell
- Entente Izeg/CeBra
- Entente Wormeldange/Munsbach/CSG
- Young Boys Diekirch
- Entente Wincrange/Wiltz
- Entente Rosport/USBC
- CS Fola Esch-Alzette
- Swift Hesperange
- Sporting Bertrange